# Beeldemaker
Beeldemaker is een Nederlandse familie die kunstschilders en bestuurders voortbracht.

## Geschiedenis
De stamreeks begint met Adriaen Cornelisz. Beeldemaker (1618-1709) die kunstschilder was. Ook twee van zijn zonen werden kunstschilder.
In 1926 werd het geslacht opgenomen in het genealogische naslagwerk Nederland's Patriciaat.

## Enkele telgen
- Adriaen Cornelisz. Beeldemaker (1618-1709), kunstschilder
  - François Beeldemaker (1659-1728), kunstschilder
    - Gerardus Beeldemaker (1698-1755), schout van Kralingen
      - mr. Nicolaas Beeldemaker (1724-1811), koopman, luitenant der schutterij; trouwde in 1751 Maria Viruly (1723-1763)
      - mr. François Beeldemaker (1727-1774), commissaris van het Waterrecht; trouwde in 1752 Johanna Viruly (1729-1766)
        - Gerardina Barbara Beeldemaker (1755-1783); trouwde in 1781 met mr. Joost Romswinckel (1745-1824), onder andere schepen te Leiden
        - Jan Beeldemaker (1756-1799), schepen van Rotterdam, kapitein bij de schutterij
          - Francis Catharina Beeldemaker (1783-1811); trouwde in 1809 met mr. Jean Gijsberto baron de Mey van Streefkerk (1782-1841), gezantschapssecretaris, minister van Staat
          - Johanna Emerentia Beeldemaker (1799-1861); trouwde in 1825 Carel Johan Verkouteren (1797-1865), president van de Nederlandsch-Indische Handelsmaatschappij

        - Clementia Maria Cornelia Beeldemaker (1768-1796); trouwde in 1790 met Cornelis Elias Roëll (1770-1806), gouvernementssecretaris te Rio-de-Berbice
        - Susanna Margarethe Beeldemaker (1770-1841); trouwde in 1789 met mr. Abraham Gevers (1762-1818), heer van Noord-Nieuwland (1762-1818), schepen van Cool, secretaris van Schieland, lid van de Nationale Vergadering en het Wetgevend Lichaam, president van de rechtbank van eerste aanleg

      - Cornelius Beeldemaker (1733-), vaandrig bij de schutterij, kocht in 1798 buitenplaats Zionslust in Voorburg

  - Cornelis Beeldemaker (1671-1736/1738), zat in 1689 op de Academie te 's-Gravenhage; vermoedelijk identiek met Cornelis Beeldemaker, die, als kunstschilder, 19 juli 1736 gildebroeder te Middelburg werd en in 1742 gildebroeder te 's-Gravenhage

Geslachten die opgenomen zijn in het sinds 1910 verschijnende genealogische naslagwerk Nederland's Patriciaat. Lijst volgens opgave van het CBG Centrum voor familiegeschiedenis.
A · B · C · D · E · F · G · H · I · J · K · L · M · N · O · P · Q · R · S · T · U · V · W · Y · Z